# Jānī Beyglū
Jānī Beyglū (persiska: جانی بیگلو) är en ort i Iran.   Den ligger i provinsen Östazarbaijan, i den nordvästra delen av landet, 500 km nordväst om huvudstaden Teheran. Jānī Beyglū ligger 1 695 meter över havet och antalet invånare är 117.
Terrängen runt Jānī Beyglū är lite bergig, och sluttar österut.Runt Jānī Beyglū är det ganska glesbefolkat, med 27 invånare per kvadratkilometer. Närmaste större samhälle är Ahar, 19,5 km sydväst om Jānī Beyglū. Trakten runt Jānī Beyglū består i huvudsak av gräsmarker.